# Philydor ruficaudatum
Philydor ruficaudatum là một loài chim trong họ Furnariidae.